# Alessandro Pompei
Alessandro Pompei (Verona, 6 luglio 1705 – Garda, 1º ottobre 1772) è stato un architetto, pittore e scrittore italiano allievo di Antonio Balestra, per le sue opere e per la sua cultura, godette la stima generale del mondo artistico veronese.

## Biografia
Attratto soprattutto dall'architettura, studiò profondamente le opere classiche. Compì, inoltre, uno studio sugli ordini architettonici di Michele Sanmicheli pubblicando un libro. Qui, Pompei, paragona lo stile di Sanmicheli ad altri grandi architetti come: Vitruvio, Leon Battista Alberti, Andrea Palladio, Vincenzo Scamozzi, Jacopo Barozzi da Vignola e molti altri.
Realizzò i disegni per il suo palazzo ad Illasi, per la Dogana di San Fermo (1744-1746) e per l'esterno del museo Lapidario Maffeiano.
Progetto la costruzione dell'Ateneo di Bergamo posto sopra il Fontanone visconteo nel 1757.
Per alcuni anni diresse, inoltre, l'Accademia di pittura veronese.